# Hávamál
 Denne artikel bør gennemlæses af en person med fagkendskab for at sikre den faglige korrekthed.

Hávamál (Den Højes tale) er et kvad i den ældre Edda. Kvadet er et langt læredigt om, hvad der betragtes som god og dårlig opførsel, iblandet passager hvor Odin fortæller om sit liv.
Sproget, den rodede opbygning og de mange hentydninger til ligbrænding som den almindelige begravelsesskik lader formode, at kvadet er gammelt, måske fra 800-tallet.

## Indhold
Der manes til forsigtighed, gæstfrihed og mådehold med mad og drikke. Man skal være tro mod sine venner og ikke indlade sig med sine uvenner eller deres venner, gå anstændigt klædt, værdsætte også de små gaver, ikke spille klogere end man er og tænke over, hvad man siger.
Værdsæt livet, også selvom du er fattig eller syg – det er bedre at være blind end død og brændt. Husk madpakke, når du rejser, hån ikke de fattige, og betænk at et godt eftermæle varer evigt.
Det fortælles hvordan Odin bliver snydt af jætten Billings datter: i stedet for den smukke kvinde finder han en bundet tæve i hendes seng. Derefter fortælles, hvordan Odin bedrager jætten Suttungs datter Gunlød for at skaffe skjaldemjøden til menneskene.
I en passage der kaldes Runegalderet, ofrer Odin sig selv til sig selv ved at hænge sig i livstræet Yggdrasil og drikker derefter af skjaldemjøden og får indsigt i runer og tryllesange, også kaldet galdrar på oldnordisk.